# Peter Willers Jessen (Mediziner)

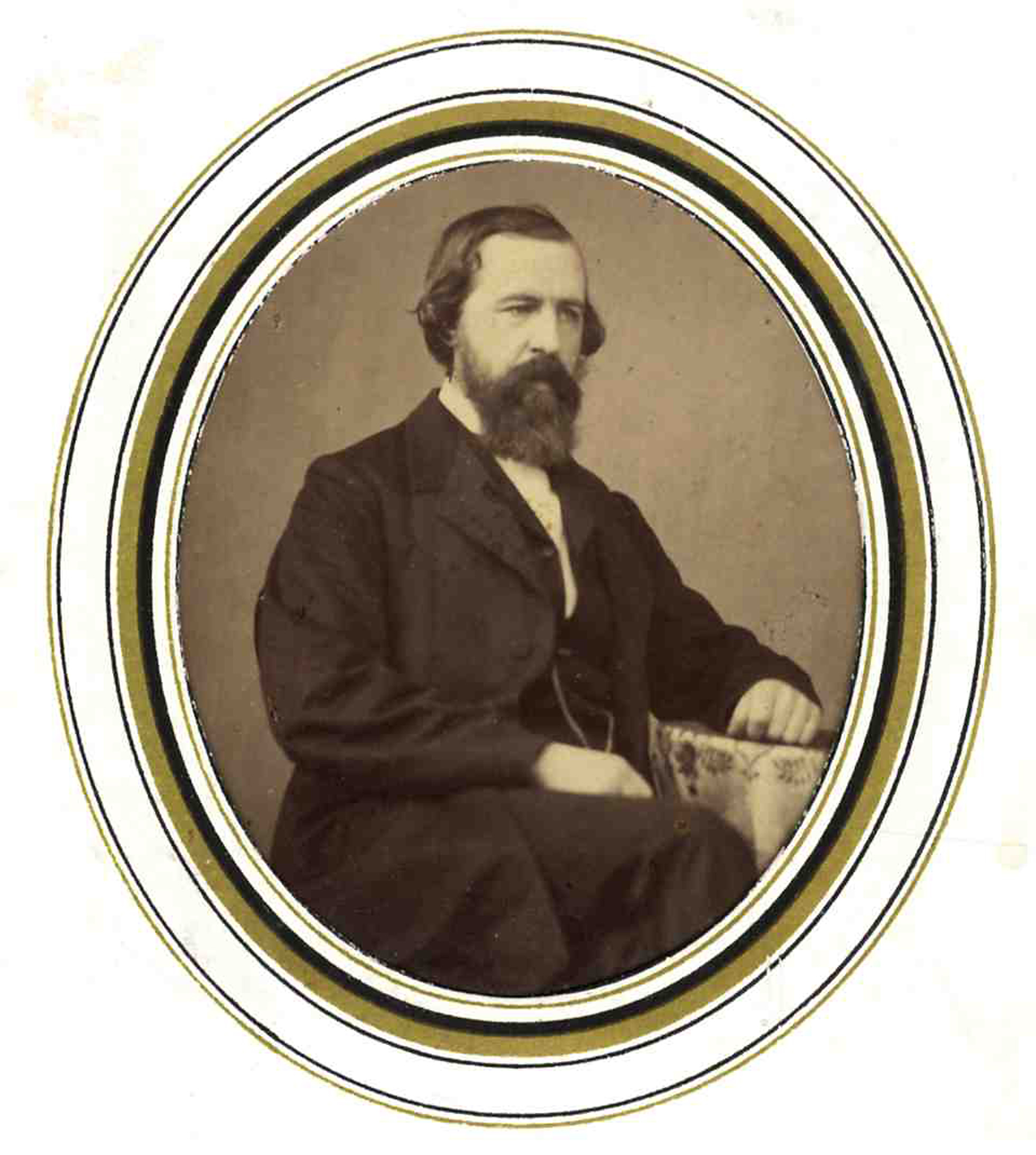
Peter Willers Jessen, um 1870

Peter Willers Jessen (* 13. September 1793 in Flensburg; † 29. September 1875 in Kiel) war ein deutscher Psychiater. Ab 1820 leitete er in Schleswig das erste psychiatrische Krankenhaus im deutschsprachigen Raum. 1845 eröffnete er das Hornheim (Kiel), Deutschlands erste psychiatrische Privatklinik. Gemeinsam mit Friedrich von Esmarch stellte er auf der Grundlage klinischer Studien 1857 als Erster die Vermutung auf, dass Syphilis Ursache der Neurolues sei.

## Leben
Peter Willers Jessen entstammte einer Pastoren- und Organistenfamilie. Sein gleichnamiger Vater war Buchhändler in Flensburg und starb, als der Sohn 7 Jahre alt war. Peter Jessen studierte an der Georg-August-Universität Göttingen, der Charité und der Christian-Albrechts-Universität zu Kiel. In Kiel wurde er 1820 zum Dr. med. promoviert. Im Herzogtum Schleswig hatte Carl Ferdinand Suadicani die Irrenanstalt auf dem Schleswiger Stadtfeld initiiert. Gebaut wurde sie nach Plänen von Jean-Étienne Esquirol. Jessen war als Arzt für sie vorgesehen. Er besuchte deshalb ähnliche Anstalten in England und verbrachte vier Monate in der Heilanstalt Sonnenstein, der damals einzigen psychiatrischen Ausbildungsstätte in Deutschland.

### Schleswig
Das Amt in Schleswig trat er am 1. Oktober 1820 an. Jahrelang betreute er als einziger Arzt die bis zu 300 Patienten. Daneben widmete er sich der Anatomie und Publikationen zu psychiatrischen und neurologischen Themen. Die CAU ernannte ihn 1832 zum Titularprofessor. Wahrscheinlich erstrebte er den ersten Lehrstuhl für Psychiatrie an der CAU, zumal „die Erweiterung der Schleswiger Klinik sich durch den Bau einer zweiten Psychiatrie in Kiel erübrigen“ würde. 1843 – wenige Jahre vor der Schleswig-Holsteinischen Erhebung – wurde er mit 50 Jahren Mitglied des Corps Saxonia Kiel (das sich im Schleswig-Holsteinischen Krieg verausgabte). Trotz seiner Leistung und akademischen Anerkennung geriet Jessen in immer unerfreulíchere Auseinandersetzungen mit der ihm übergeordneten Verwaltung; denn sie weigerte sich, ihn zum Mitglied der Klinikdirektion zu machen. Er ersuchte deshalb 1844 um seine Entlassung und legte das Amt im August 1845 nieder. Bei seiner Entlassung wurde ihm ein Wartegeld von 1200 Reichstalern mit der Verpflichtung beigelegt, als Privatdozent in Kiel Vorlesungen über psychische Heilkunde zu halten. Julius Rüppell wurde sein Nachfolger.
Zwar weiterhin der einzige Irrenarzt in Schleswig und Holstein, hatte Jessen keine Perspektiven: Die einzige psychiatrische Klinik war in Schleswig; die CAU hatte noch immer keinen Lehrstuhl für Psychiatrie; eine Arztpraxis kam nicht in Frage. Wenn er (im Alter von 52 Jahren) sein Glück im „Ausland“ gesucht und die Herzogtümer verlassen hätte, wäre das Wartegeld an die Krone Dänemark zurückgefallen.

### Kiel
Im Land verwurzelt und bis nach Hamburg, Dänemark, Schweden und Norwegen bekannt, eröffnete er am 1. Oktober 1845 bei Kiel die dritte oder vierte psychiatrische Privatklinik im deutschsprachigen Raum. Wie er sie bei seinen bescheidenen Mitteln finanzierte, ist unbekannt. In einem feinen Wortspiel benannte er die Klinik nach seinen Berliner Lehrern Ernst Horn und Ernst Ludwig Heim.  Auf der 24. Versammlung der Gesellschaft Deutscher Naturforscher und Ärzte in Kiel zählte er zu den Mitbegründern einer Sektion für Psychiatrie.
Wie Esquirol führte Jessen die zwangfreie Behandlung von seelisch Kranken ein. Er lebte unter seinen Patienten. Er verfocht eine ganzheitliche Therapie mit Diät und physikalischer Therapie, ergänzt durch Arbeit, Erziehung und Unterricht. Für ausschlaggebend hielt er den sozialen Aspekt, denn kein Leidender bedürfe so sehr „der Geduld und Nachsicht, der Liebe und Teilnahme seiner Umgebungen“ wie der Gemütskranke. Er war befreundet mit seinem Kollegen Carl Friedrich Flemming. Er starb kurz nach seinem 82. Geburtstag im Hornheim. Sein Sohn Peter Willers Jessen d. J. (1823–1912) führte die Arbeit des Vaters bis 1898 fort.

### Familie
Jessen war verheiratet mit Amalie Eccardt. Das Ehepaar hatte eine Tochter und sechs Söhne, von denen zwei früh verstarben. Zu den Söhnen gehörte der Pädagoge Otto Jessen. Caroline Amalie (1824–1856), die einzige Tochter des Paares, heiratete den holsteinischen Juristen und Politiker Theodor Lehmann.

## Publikationen und Vorträge
- De melancholia attonita. Dissertatio inauguralis medica. Kiliae (Kiel) : Mohr Digitalisat Google Books
- Darstellung und weitere Entwicklung der Bellschen Entdeckungen im Gebiete des Nervensystems nebst Untersuchung über die Kräfte des psychischen Lebens und die Funktionen des menschlichen Geistes. Beiträge zur Erkenntnis des psychischen Lebens im gesunden und kranken Zustande, 1831. (Digitalisat)
- Beiträge zur Erkenntniß des psychischen Lebens im gesunden und kranken Zustande. Erster Band. Schleswig : kgl. Taubstummeninstitut 1831 Digitalisat ÖNB Wien
- Beiträge zur Lehre von der Zurechnungsfähigkeit, 1832.
- Ärztliche Erfahrungen in der Irrenanstalt bei Schleswig, 1833.
- Gutachten über einen zweifelhaften Gemüthszustand, nebst allgemeinen Betrachtungen über fixe Ideen. Berlin 1836. (BSB München = Google Books)
- Versuch einer wissenschaftlichen Begründung der Psychologie. Berlin 1855 (Hathitrust = Google Books; ÖNB Wien)
- Ueber die in Beziehung auf Geistes- und Gemüthskranke herrschenden Vorurtheile. Allgemeine Zeitschrift für Psychiatrie 4 (1847), S. 1–8.
- mit Friedrich von Esmarch: Syphilis und Geistesstörung. In: Allgemeine Zeitschrift für Psychiatrie. Band 14, 1857, S. 20–36. Google Books
- Die Vorbildung der Mediciner. Jahrbücher für die Landeskunde / Gesellschaft für Schleswig-Holstein-Lauenburgische Geschichte 2.1859, S. 361–368 SUB Hamburg
- Die Brandstiftungen in Affecten und Geistesstörungen. Ein Beitrag zur gerichtlichen Medicin für Juristen und Aerzte. Kiel : Homann, 1860. Harvard = Google Books; UB Turin; [ BSB München] = Google Books, Archive.org
- Vorlagen für die vierte Versammlung deutscher Psychiater. Allgemeine Zeitschrift für Psychiatrie und psychisch-gerichtliche Medizin : hrsg. von Deutschlands Irrenärzten. 20.1863, Supplementheft 2 Digitalisat ZB Med
- Verlust und Störung der Sprache. Hannover 1865.
- Ueber das Verhältnis des Denkens zum Sprechen.  Hannover 1865.
- Thesen zur gerichtlichen Psychiatrie. Allgemeine Zeitschrift für Psychiatrie 22 (1865), S. 355.
- Der Abdominaltyphus im Altonaer Krankenhause in der Epidemie 1868, 1869. 1869
- Ueber Zurechnungsfähigkeit. Denkschrift zum Entwurfe eines Strafgesetzbuches für den Norddeutschen Bund, Abschnitt IV, §  46 und 47, 1870. GoogleBooks, SBB Berlin
- Physiologie des menschlichen Denkens, Hannover : Cohen & Risch 1872. Hathitrust Columbia, Michigan = Google Books, Nationalbibliothek der Niederlande, ÖNB = Google Books

## Auszeichnungen
- Dr. phil. h. c. der Universität Kiel zum 50-jährigen Doktorjubiläum (1870).